# Poznań Garbary
Poznań Garbary – stacja kolejowa w pobliżu północnego końca ulicy Garbary w Poznaniu. Według klasyfikacji PKP ma kategorię dworca aglomeracyjnego.

## Ruch pasażerski
| Rok  | Wymiana roczna | Wymiana pasażerska na dobę | Miejsce w Polsce |
| ---- | -------------- | -------------------------- | ---------------- |
| 2017 | 1 130 000      | 3100                       |                  |
| 2018 | 1 100 000      | 3000                       |                  |
| 2019 | 1 200 000      | 3300                       |                  |
| 2020 | 659 000        | 1800                       |                  |
| 2021 | 584 000        | 1600                       |                  |
| 2022 | 839 500        | 2300                       |                  |
| 2023 | 949 000        | 2600                       |                  |

## Charakterystyka
W ramach przebudowy Poznańskiego Węzła Kolejowego, dworzec ten został zupełnie odnowiony w 2008 roku. Na peronach zamontowane zostały windy dla potrzeb osób niepełnosprawnych, nad peronem zamontowano wiaty peronowe ze szkła, a między peronami szerokie przejście pod torami. Wybudowano także nowe krawędzie peronu, które są wyższe i zgodne ze standardami Unii Europejskiej. Oba perony pokryte są nową kostką brukową.

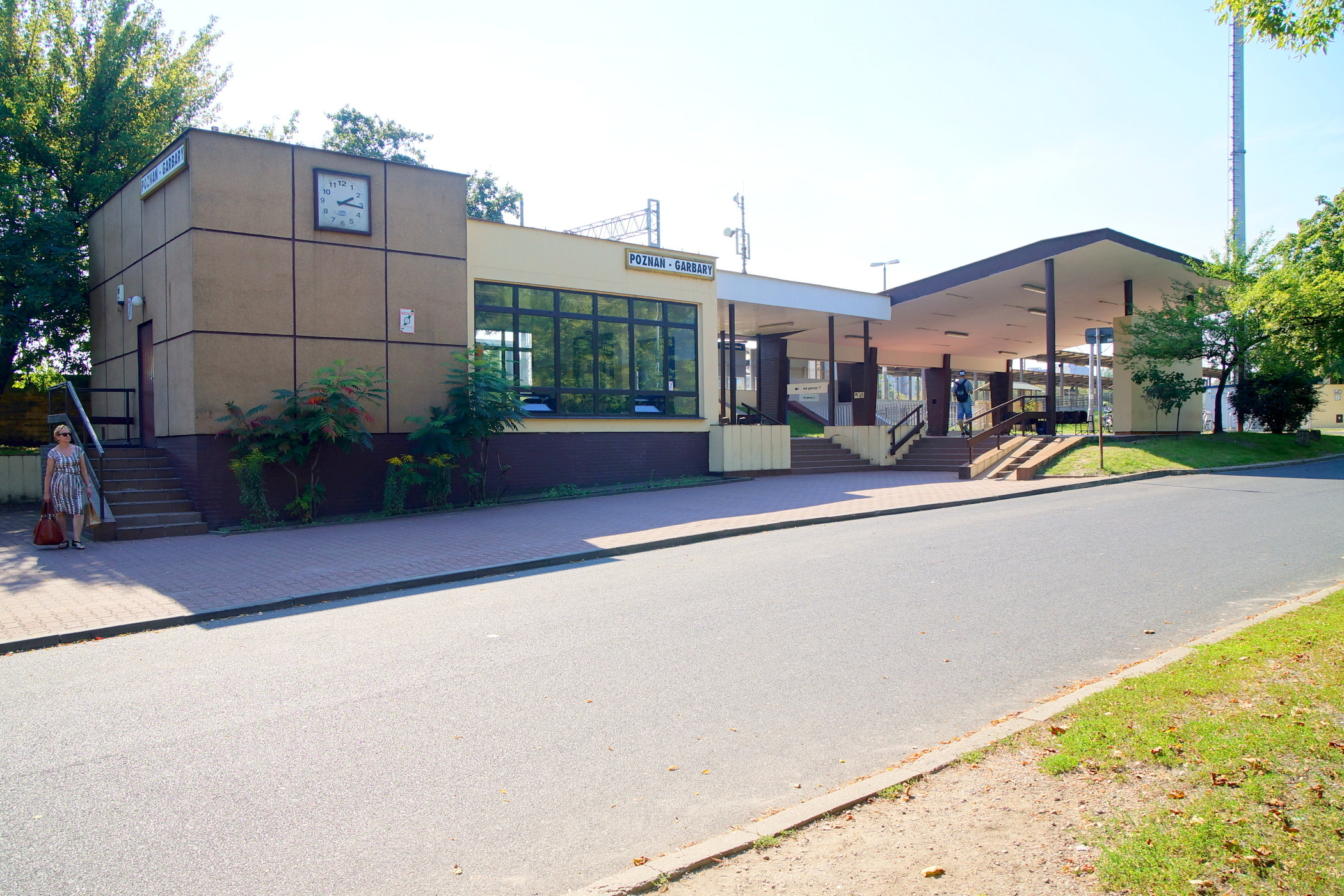
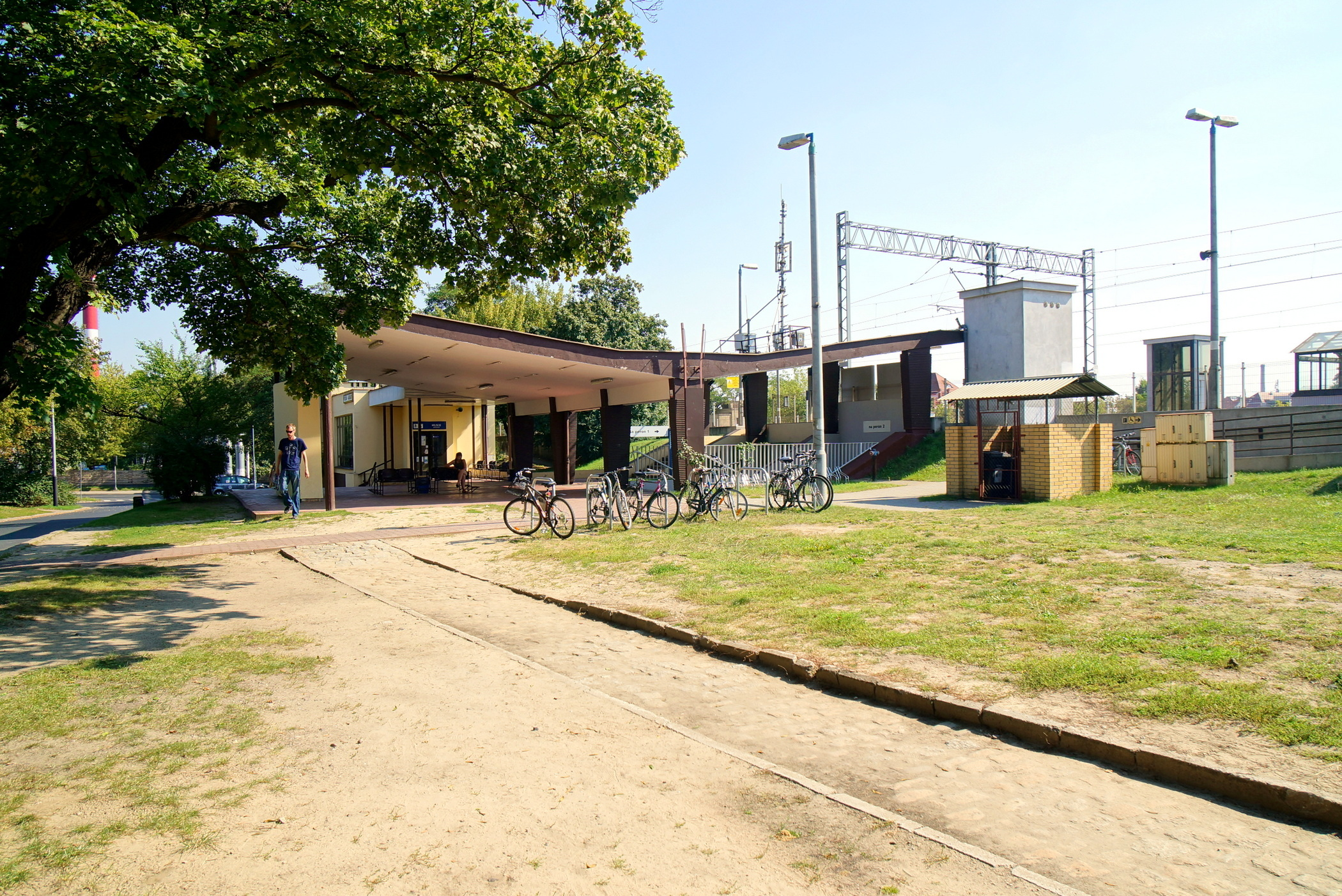
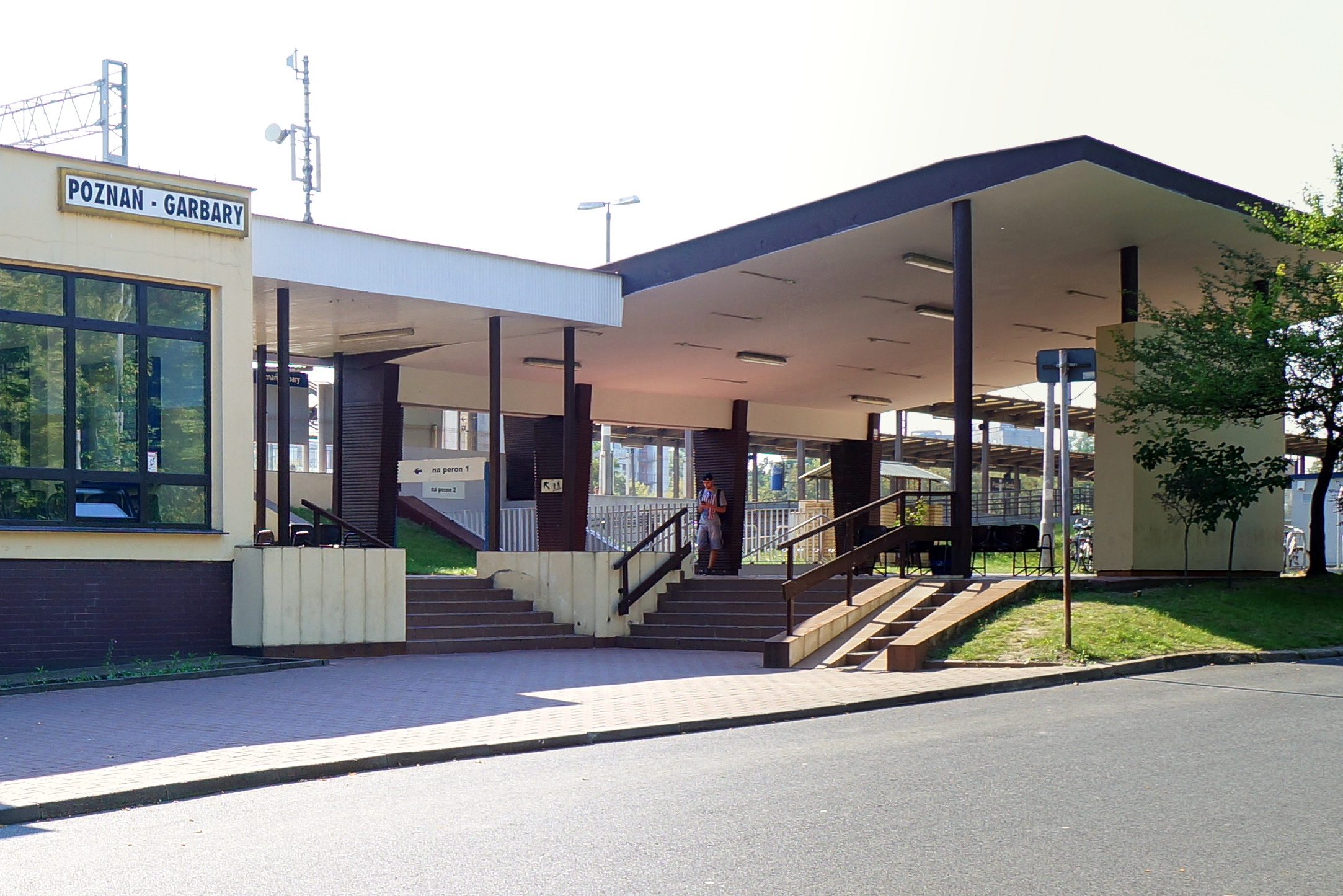

## Historia
Stacja powstała w 1888 roku. Około 1927 architekt Władysław Czarnecki zaprojektował przebudowę stacji. Miał to być dworzec dla składów podmiejskich jadących z kierunku wschodniego i kończących tu bieg. Obiekt miał być reprezentacyjny i wyposażony w duży hol. Projekt zatwierdziło Ministerstwo Kolei, ale nigdy nie został on zrealizowany. Podczas II wojny światowej stacja została poważnie zniszczona, a odbudowano ją w 1946 roku. Przez lata nosiła nazwę Poznań Tama Garbarska.
We wrześniu 1950 stwierdzono w rejonie stacji (ulica Garbary róg Północnej, pod płotem stacyjnym) jedno z pierwszych w Polsce stanowisk iwy rzepieniolistnej, która została tu zawleczona prawdopodobnie z kolejowym transportem wojskowym w czasie II wojny światowej. Było to kilka okazów, przekraczających dwa metry wysokości. Rośliny odnawiały się rokrocznie w mniej więcej tej samej liczbie. Towarzyszył im, również zawleczony, szarłat szorstki.
W listopadzie 2017 przedsiębiorstwo A-Projekt na zlecenie PKP rozpoczęło przebudowę dworca. 19 września 2018 nowy dworzec został otwarty dla podróżnych.

## Komunikacja miejska
W bezpośrednim sąsiedztwie stacji znajduje się pętla autobusowa Garbary PKM (do 1 września 2021 roku pod nazwą Garbary), na której – według stanu z 2 listopada 2021 r. – rozpoczynają bieg następujące linie na zlecenie Zarządu Transportu Miejskiego:
| Linia | Rodzaj linii | Trasa                         | Przewoźnik     |
| ----- | ------------ | ----------------------------- | -------------- |
| 160   | dzienna      | Garbary PKM ↔ Stary Strzeszyn | MPK Poznań     |
| 163   | dzienna      | Garbary PKM ↔ Górczyn PKM     | MPK Poznań     |
| 176   | dzienna      | Garbary PKM ↔ Osiedle Dębina  | MPK Poznań     |
| 211   | nocna        | Garbary PKM ↔ Starołęka PKM   | MPK Poznań     |
| 220   | nocna        | Garbary PKM ↔ Spławie         | MPK Poznań     |
| 221   | nocna        | Garbary PKM ↔ Sypniewo        | MPK Poznań     |
| 603   | podmiejska   | Garbary ↔ Łęczyca/Dworcowa    | Translub Luboń |

Przy przebiegającej w pobliżu ulicy Garbary znajduje się także przystanek o tej samej nazwie, obsługiwany przez kilka linii:
- dzienne[13]
  -  167 Radojewo ↔ Rondo Śródka
  -  174 Osiedle Sobieskiego ↔ Unii Lubelskiej
  -  190 Osiedle Sobieskiego ↔ Rondo Rataje
- nocne[14]
  -  214 Junikowo ↔ Radojewo
  -  224 Boranta ↔ Junikowo PKM[a]
- podmiejskie[13]
  -  911 Biedrusko/Park ↔ Rondo Śródka.